# Infiltracja (geologia)
Infiltracja – grawitacyjne przemieszczanie się wód powierzchniowych oraz opadowych w głąb skorupy ziemskiej. Zależy m.in. od przepuszczalności gruntów (ich współczynnika filtracji), morfologii terenu, szaty roślinnej, niedosytu wilgotności powietrza, nasycenia wodą środowiska skalnego, przemarzania gruntu, działalności człowieka i klimatu. Odgrywa decydującą rolę w odnawianiu zasobów wód podziemnych.
Infiltracja efektywna – ta część opadu, która infiltrując dociera rzeczywiście do warstw wodonośnych, odpływa podziemnie do źródeł, rzek, jezior lub morza. Bezpośredni pomiar uzyskuje się używając lizymetru.